# Riccardo Benucci
Riccardo Benucci, conosciuto anche con lo pseudonimo di Pasticca (Firenze, 26 maggio 1956) è un enigmista e scrittore italiano.

## Biografia
Nato a Firenze da madre senese e padre fiorentino, con la sua famiglia di trasferì a Siena sin da bambino e da lì non si sono più mossi. Fu la nonna materna, Carolina Pepi, detta Lola, ad accorgersi delle doti del nipote e ad avvicinarlo agli enigmi. Il debutto su La Settimana Enigmistica che pubblicò il suo primo rebus avvenne il 27 gennaio 1973. All'inizio in maniera sporadica, poi via via le riviste del settore cominciarono a pubblicare sempre più i suoi quiz e i suoi rebus.
Dopo questa prima fase, la sua collaborazione si fece più intensa con riviste a più larga diffusione, oltre a La Settimana Enigmistica, come Domenica Quiz dell'editore Corrado Tedeschi e per Focus, periodico scientifico, nei quali la sua produzione spaziò in rebus, indovinelli, giochi in versi e crittografie. Nel 1980, Benucci entrò in quel mondo dell'enigmistica riservato ai soli abbonati, un mondo forse più congeniale alle sue caratteristiche, dove poteva mostrare le sue doti d'eccellenza tra riviste come Labirinto, La Sibilla e la quasi centenaria Penombra, di cui in seguito, dal 2013 ne è divenuto redattore. Peraltro sulle pagine del bimestrale "La Sibilla", partecipavano abbonati come Roberto Vecchioni (la cui firma era Sergente York) e si incontravano ai convegni annuali della rivista con Francesco Guccini e Paolo Conte. Assieme alla pittrice Annamaria Pagani, costituì il "Circolo Culturale dei Lenti" di Siena nel 2002, di cui è Presidente.
Benucci è stato il prosecutore della tradizione senese che nacque nel secolo XVI: nel 1538 Angiolo Cenni, detto "Resoluto" (o Risoluto), pubblicò il primo enigma del Rinascimento, appartenente ad una raccolta di composizioni del genere, cioè quella dei "Sonetti giocosi da interpretare, sopra diverse cose comunemente note".  Cenni, maniscalco, fu tra i fondatori della Congrega dei Rozzi. Oltre ad aver organizzato dei simposi nazionali per conto della rivista "Penombra" a Punta Ala nel 1985, a Chianciano Terme nel 1996, a Monteriggioni nel 2013 e 2014, per il biennio 2016-17 è stato nominato presidente della Biblioteca Enigmistica Italiana. Ha vinto complessivamente 250 premi in gare enigmistiche nazionali ed internazionali.
Impiegato presso il Settore Ambiente della Regione Toscana e dipendente dell'Azienda di Promozione Turistica di Siena, fondò il circolo ambientalista "Kronos 1991" ed è stato vicepresidente di una circoscrizione senese dal 2001 al 2006. Dopo aver ricoperto l'incarico alla segreteria del premio "Mangia", massima onorificenza senese dal 1982 al 2000, la sua Contrada della Torre l'ha proposto per una medaglia di civica riconoscenza che gli è stata assegnata in occasione del Palio di Agosto 2016.

## Lo scrittore
Pasticca, come scrittore, nasce poeta, ma le sue poesie nascondono spesso degli enigmi, degli anagrammi o degli indovinelli, anche quando, leggendole, sembrano ravvisare dei dubbi o tristi pensieri, come capita spesso ai poeti. Le sue poesie, sovente invece sono dei felici trabocchetti. Nel suo lavoro Sonetti cartaginesi, il poeta sembra preso dal ritorno ad abitare, dopo venticinque anni, nel quartiere della sua contrada, provocandone una certa emozione con la partecipazione introduttiva di Alessandro Fo. Il titolo del volume non tragga in inganno: si tratta di Via del Porrione, che, parte della via, fino alla fine del XIX secolo, prendeva il nome di via di Cartagine. 
Oltre alla poesia, Benucci ha coltivato anche il giallo, pubblicando nel 2021, assieme a Rita Boini, il volume Appuntamento con delitto in 18 racconti. Il libro stesso ha una storia strana. Il genere Giallo appassionava entrambi, lui toscano, lei umbra, lui fondatore del Club del Giallo, lei che vi aderì, amante della buona cucina, e che vent'anni prima ricostruì su una rivista fatti di cronaca avvenuti a Todi, Marsciano e Massa Martana. Scrissero questi racconti con diciotto delitti commessi da personaggi insospettabili, conditi da eventi fatalistici, narrati nel corso delle serate del Club. Racconti che poi andarono perduti. Ritrovati, riletti, rivisti in alcune parti e pubblicati con l'introduzione del giallista Enrico Luceri.

## Pubblicazioni
- Notturno con lepre, F. Cesati Editore, Firenze, 1990
- Il bar degli indovini, La Copia Editrice, 2002 - ISBN 978-8887441079
- Il vuoto che brucia – Enigmi in versi, Betti Editrice, 2011 - ISBN 978-8875762094
- I resti di Cartagine, Il Leccio, 2016 - ISBN 978-8898217632
- Il risveglio di Horatio, Il Leccio, 2018 - ISBN 978-8898217748
- Appuntamento con delitto in 18 racconti, scritto con Rita Boini, Bertoni Editore, 2021 - ISBN 978-8855353571
- Sonetti cartaginesi, prefazione di Alessandro Fo, Betti Editrice, 2023 - ISBN 978-8875768409